# Franciscus Gomarus

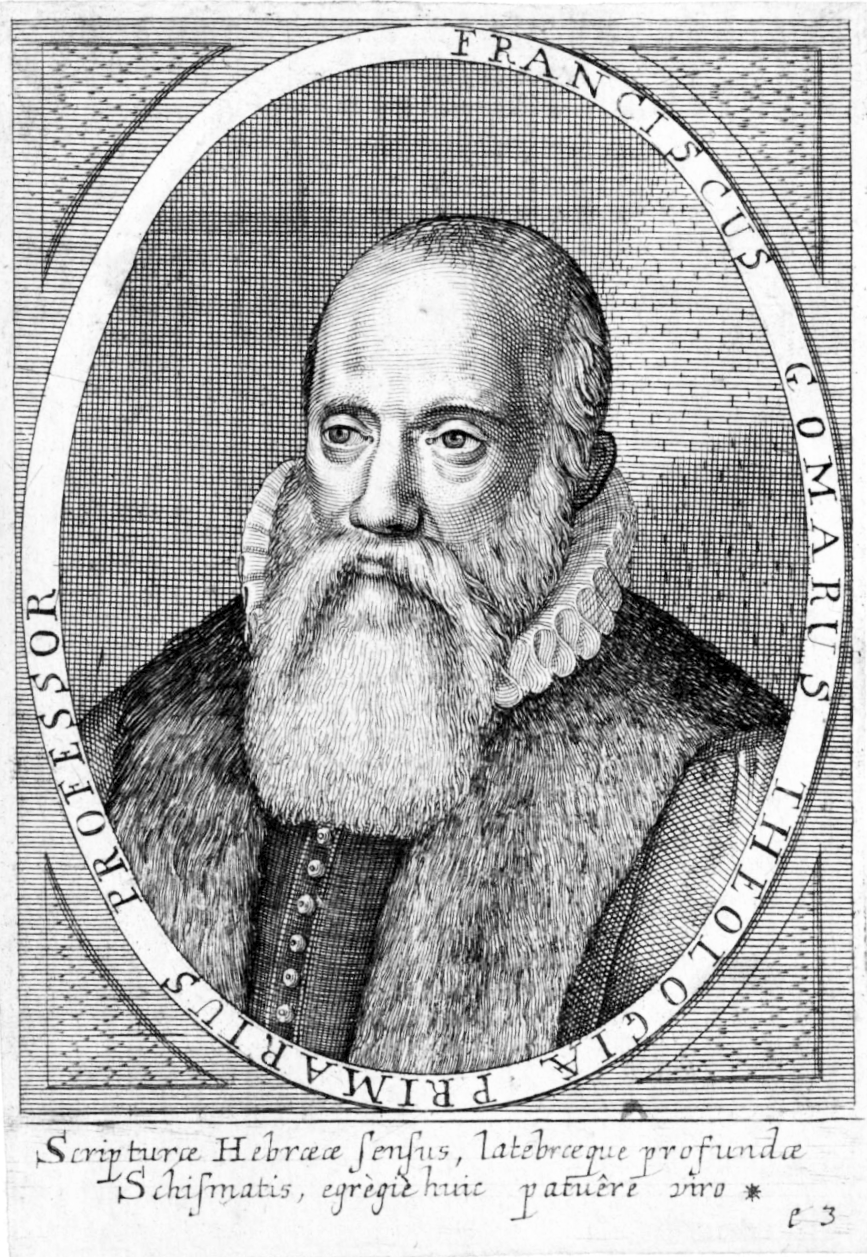
Franciscus Gomarus

Franciscus Gomarus (auch François Gomaer; * 30. Januar 1563 in Brügge; † 11. Januar 1641 in Groningen) war ein flandrischer reformierter Theologe und Professor in Leiden, Saumur und Groningen.

## Leben
Gomarus war der Sohn des Franz Gomarus und dessen Frau Johanna Moermans. Er verbrachte seine ersten Lebensjahre in seiner Heimatstadt Brügge. Seine Eltern hatten den evangelischen Glauben angenommen und flüchteten um 1578 wie viele flandrische Landsleute nach Deutschland. Hier erhofften sie, ein Leben ohne Verfolgung ihres Glaubens in der Pfalz führen zu können. Bald darauf ging Gomarus nach Straßburg, wo er von Johannes Sturm unterrichtet und mit den Ideen von Johannes Calvin vertraut gemacht wurde, als dessen überzeugter Anhänger er sich später etablierte. 1580 absolvierte er eine weitere Bildung am Casimirianum Neustadt, wo bedeutende reformierte Theologen wie Zacharias Ursinus, Girolamo Zanchi und Daniel Tossanus (1541–1602) ihm weitgehende theologische Grundlagen vermittelten.
Nach weiteren Aufenthalten 1582 an der University of Oxford bei John Rainolds (1549–1607) und 1583 an der University of Cambridge bei William Whitaker, wo er den akademischen Grad eines Magisters der philosophischen Wissenschaften erlangte, setzte er 1585 seine Studien an der Universität Heidelberg bei Johann Jakob Grynaeus, Daniel Tossanus dem Älteren, Georg Sohn (1551–1589) und Franz Junius dem Älteren fort. Nach abgeschlossenem Studium wurde er 1587 Pfarrer der niederländischen Gemeinde in Frankfurt am Main. Weil er sich eine Frau außerhalb der Stadt genommen hatte, wurde ihm 1593 verboten, sich in Frankfurt aufzuhalten. Er ging deshalb nach Hanau und erhielt 25. Januar 1594 eine Berufung als Professor der Theologie an die Universität Leiden.
Zu diesem Zweck begab er sich abermals nach Heidelberg, wo er am 14. März desselben Jahres zum Doktor der Theologie promovierte. An der Leidener Hochschule beteiligte er sich auch an den organisatorischen Aufgaben der Hochschule und war 1597 bis 1599 Rektor der Alma Mater. 1611 trat er von seiner Leidener Professur zurück, da er unzufrieden mit der Einstellung von Konrad von der Vorst war und sich seit 1603 ständiger Anfeindungen von Jacobus Arminius erwehren musste. Schon bei der Disputation in Den Haag von 1609 trat er gegen Jacobus Arminius und dessen Anhänger auf. Ab 1615 lehrte Gomarus an der französischen Akademie Saumur, bis er 1618 zum ersten Professor der Theologie an der Universität Groningen berufen wurde, wo er bis zu seinem Lebensende 1641 blieb. 1633 wurde seine Überarbeitung der niederländischen Übersetzung des Alten Testaments publiziert.
Er nahm 1618/19 auch an der Dordrechter Synode teil und setzte die Bestätigung der streng calvinistischen Linie in der Prädestinationslehre und den Ausschluss der Remonstranten aus der reformierten Kirche durch. Die Contraremonstranten genannten Gegner der Remonstranten wurden nach ihm auch als Gomaristen bezeichnet.

## Rezeption
Nach dem Gelehrten Gomarus sind in den Niederlanden etliche Schulen benannt, so in Gorinchem und Zaltbommel. In Groningen, Leeuwarden, Zuidhorn und Drachten gibt es ein Gomarus College.